# Oxychilus diaphanellus
Oxychilus diaphanellus is een slakkensoort uit de familie van de Oxychilidae. De wetenschappelijke naam van de soort is voor het eerst geldig gepubliceerd in 1836 door Krynicki.